# Всесвітні хорові ігри

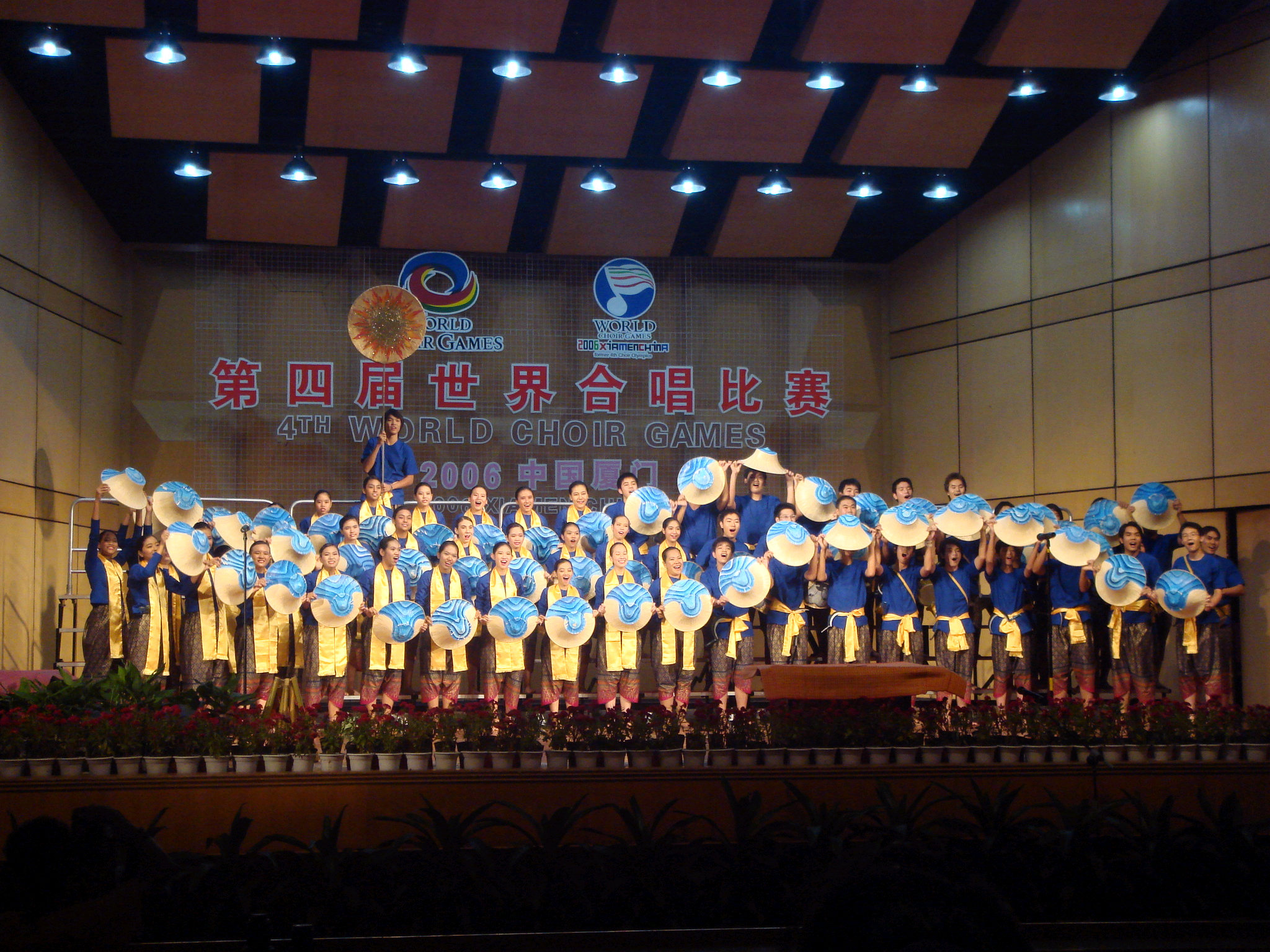
4-ті Всесвітні хорові ігри Сямені, Китай

Всесвітні хорові ігри (WCG, англ. World Choir Games, перед цим відомі як Хорові олімпійські ігри) — найбільший світовий хоровий фестиваль і конкурс. Організований фундацією Interkultur для любителів хорів з усього світу, незалежно від їхньої країни походження, раси, жанру музики або художніх амбіцій, їх девіз: «Співаючи разом, об'єднати народи». Ігри виникли з ідеї об'єднати людей шляхом співу в мирних змаганнях, показуючи, що єдність націй через мистецтво може бути ефективно і наочно продемонстрована в змаганнях. Основна увага Ігор на участі радше ніж на перемозі, і вона має на меті надихнути людей «відчути силу взаємодії, кинути виклик і особистісті, і спільності, співаючи разом».
Останні Ігри були проведені в Цване, Південно-Африканська Республіка 4 — 14 серпня 2018 року, наступними будуть проведені в Антверпені та Генті, Бельгія 5 — 15 серпня 2020.

## Загальні положення
Ігри проводяться раз на два роки (кожний парний рік) у вибраному місті по всьому світу, де хори змагаються у вибраних категоріях. У 2012 році, наприклад, було 23 категорії, в 2016 році було 29 категорій, серед них «Хори для літніх» та «Університетські хори». Ігри складаються з змагань у двох класах (чемпіонів і відкриті змагання), фестивальних концертів, художніх майстер-класів та різних церемоній. Хори змагаються за золоту, сріблу, бронзову нагороди або нагороду «Успішна участь». Медалі вручаються в конкурсі чемпіонів, а дипломи — на відкритому конкурсі. Хор, що набрав найбільше балів і золоту медаль в категорії під час змагань чемпіонів, буде нагороджений титулом «Чемпіон Всесвітніх хорних ігор» для цієї категорії.
У рамках фестивалів Ігор хори також можуть брати участь у художніх майстернях, в яких беруть участь відомі хорові інструктори, а також у концертах дружби та безкоштовних публічних концертах, де хори діляться своєю музикою з хористами та глядачами з різних куточків світу. Церемонії, що входять до складу Ігор, включають церемонії відкриття та закриття, де до 20 000 хористів співають в одному місці, а також церемонії нагородження, на яких оголошуються результати відкритого конкурсу та конкурсу чемпіонів. . Під час проведення Ігор, як правило, також оголошується приймаюча сторона наступних Ігор.

## Змагання
| Рік  | Змагання                    | Хазяєва                               | Дати          | Країни-учасники | Хори-учасники | Категорії | Нагороди | Нагороди | Нагороди |
| Рік  | Змагання                    | Хазяєва                               | Дати          | Країни-учасники | Хори-учасники | Категорії | Золото   | Срібло   | Бронза   |
| ---- | --------------------------- | ------------------------------------- | ------------- | --------------- | ------------- | --------- | -------- | -------- | -------- |
| 2000 | 1-і Хорові олімпійські ігри | Лінц, Австрія                         | 7–16 July     | 60              | 342           | 28        | 69       | 124      | 34       |
| 2002 | 2-і Хорові олімпійські ігри | Пусан, Південна Корея                 | 19–27 October | 48              | 288           | 25        | 54       | 102      | 38       |
| 2004 | 3-і Хорові олімпійські ігри | Бремен, Німеччина                     | 8–18 July     | 83              | 360           | 26        | 98       | 163      | 33       |
| 2006 | 4-і Всесвітні хорові ігри   | Сямень, Китай                         | 15–26 July    | 80              | 400           | 26        | 75       | 140      | 39       |
| 2008 | 5-і Всесвітні хорові ігри   | Ґрац, Австрія                         | 9–19 July     | 93              | 441           | 28        | 130      | 191      | 27       |
| 2010 | 6-і Всесвітні хорові ігри   | Шаосін, Китай                         | 15–26 July    | 83              | 472           | 24        | 66       | 117      | 28       |
| 2012 | 7-і Всесвітні хорові ігри   | Цинциннаті, США                       | 4–14 July     | 64              | 362           | 23        | 106      | 13       | 19       |
| 2014 | 8-і Всесвітні хорові ігри   | Рига, Латвія                          | 9–19 July     | 73              | 460           | 29        | 229      | 174      | 16       |
| 2016 | 9-і Всесвітні хорові ігри   | Сочі, Росія                           | 6–16 July     | 73              | 283           | 29        | 116      | 86       | 4        |
| 2018 | 10-і Всесвітні хорові ігри  | Цване Південно-Африканська Республіка | 4–14 July     | 62              | 300           | 28        | 134      | 92       | 12       |
| 2020 | 11-і Всесвітні хорові ігри  | Антверпен and Гент, Бельгія           | 5-15 July     | TBD             | TBD           | TBD       | TBD      | TBD      | TBD      |